# Theridion tebanum
Theridion tebanum là một loài nhện trong họ Theridiidae.
Loài này thuộc chi Theridion. Theridion tebanum được Herbert Walter Levi miêu tả năm 1963.